# Exaculum pusillum
Exaculum pusillum är en gentianaväxtart som först beskrevs av Jean-Baptiste de Lamarck, och fick sitt nu gällande namn av Théodore Caruel. Exaculum pusillum ingår i släktet Exaculum och familjen gentianaväxter. Inga underarter finns listade i Catalogue of Life.